# Fresnes-sous-Coucy
Fresnes-sous-Coucy là một xã ở tỉnh Aisne, vùng Hauts-de-France thuộc miền bắc nước Pháp.